# 関西テレビライフ
株式会社関西テレビライフ（かんさいてれびらいふ、英: KTVLIFE CORP.）は、関西テレビ放送の100％子会社で、スポーツクラブ・スイミングスクール（ライフスポーツKTV）を運営する企業。

## 本社所在地
- 大阪府大阪市北区末広町3番3号

## スポーツクラブ
ライフスポーツKTV（フィットネスクラブ・スイミングスクール）
- 天六店（大阪府大阪市北区）
- 豊中店（大阪府豊中市）
- 垂水店（兵庫県神戸市垂水区）

KTVスイミングスクール
- 石橋店（大阪府箕面市）

KTVフィットネスクラブ フレスコ
- 垂水店（兵庫県神戸市垂水区）
- 茨木店（大阪府茨木市）

## 関連企業
- ウエルネスライフ